# Fronte di Liberazione Nazionalsocialista
Il Fronte di Liberazione Nazionalsocialista (in inglese "National Socialist Liberation Front" o "NSLF") fu un partito politico statunitense di estrema destra, fondato da Joseph Tommasi nel 1969, come ala giovanile del Partito Nazista Americano. Tuttavia nel 1974, dopo che Joseph fu espulso dal partito l'anno prima, divenne un'organizzazione politica separata.

## Storia

### Fondazione

#### Nascita come ala giovanile
Joseph Tommasi, giovanissimo militante del Partito Nazista Americano, nel 1969, all'età di diciott'anni, fondò il Fronte di Liberazione Nazionalsocialista come sua ala giovanile, alla quale successivamente si iscrisse successivamente anche un giovane David Duke, che sarebbe poi diventato un importante membro del Ku Klux Klan.

#### L'espulsione di Joseph Tommasi
In seguito all'omicidio di George Lincoln Rockwell, primo comandante del Partito Nazista Americano, nel 1967, il partito entrò in una situazione di crisi e Joseph si ritrovò più volte in contrasto con Matthias Koehl, successore di Rockwell. Koehl, fedelissimo seguace dell'ideologia di Adolf Hitler, si opponeva alle abitudini personali di Joseph, che riteneva contrarie al pensiero nazista, come il portare i capelli lunghi, ascoltare musica rock, fumare marijuana e avere regolarmente rapporti sessuali con la propria fidanzata nella sede del partito. Questo portò alla sua espulsione nel 1973, in seguito alla quale, l'anno dopo, rese il Fronte di Liberazione Nazionalsocialista un'organizzazione politica separata dal partito di cui faceva originariamente parte.

### Dopo la separazione
Dopo la scissione dal Partito Nazista Americano, il Fronte di Liberazione Nazionalsocialista decise di distaccarsi dal passato, evitando di esibire le uniformi delle camicie brune e di costituire un "movimento di massa", per cercare invece di conquistare il potere tramite piccole azioni di guerriglia portate avanti da bande armate neonaziste, che però non avvennero mai. Questo attirò molti giovani neonazisti che, il 2 marzo 1974, si riunirono a El Monte, in California, e fondarono ufficialmente il partito. Il Fronte era, strutturalmente, diviso in due parti: una "di superficie", di cui facevano parte Tomassi e circa altre quaranta persone, che si occupava della scena politica e una "clandestina", che compieva pestaggi di avversari politici e altre azioni violente. Di questo gruppo faceva parte David Rust che, nel 1975, dopo l'assassinio di Tommasi, divenne leader del partito, seguito da James Mason, che imbracciava le idee di Charles Manson come "una continuazione del nazismo", nel 1980 e Karl Hand nel 1982.

### Dissoluzione
Sotto la presidenza di Karl Hand il partito era ormai agli sgoccioli, dato che la maggior parte dei suoi militanti lo avevano abbandonato, e si dissolse ufficialmente nel 1986 in seguito all'arresto del leader per possesso illegale di armi.

## Ideologia
Il Fronte di Liberazione Nazionalsocialista, come altri partiti di estrema destra, era caratterizzato da ideologie estremiste, come neonazismo e neofascismo, e discriminatorie, come antisemitismo e xenofobia. Tuttavia si distingueva per il suo essere particolarmente incline alla violenza, considerata come una sorta di nazionalismo rivoluzionario. Inoltre, sebbene Joseph Tommasi non rispettasse molte delle dottrine imposte dal pensiero di Hitler, il fanatismo dei membri del partito verso la sua figura era molto alto. Infatti i militanti del Fronte di Liberazione erano soliti riunirsi molto spesso nella sede del partito per intonare la Horst-Wessel-Lied e discutere dei "problemi causati dagli ebrei statunitensi".